# Itur-Mer
Itur-Mer fou una deïtat sumèria. El seu nom estava format per un suport del nom de la deïtat del temps babilònia Mer, i vol dir "Mer ha tornat". Literalment mer (o wer) vol dir pluja o turmenta de pluja. Fou especialment adorada a Mari, ciutat/regne de la qual era deïtat tutelar o patrona. Mari derivava de Mer.